# Sankta Maria magle kyrka
Sankta Maria magle kyrka var en medeltida kyrka i Lund, som låg i den östra delen av kvarteret Maria magle, mellan Magle Lilla kyrkogata och Magle Stora kyrkogata. 
Sankta Maria magle kyrka uppfördes inte långt efter Lunds domkyrka. Mellan 1100- och 1550-talet stod här en kyrka, vars kyrkogård fortfarande var i bruk fram till början av 1800-talet. Första gången den nämns i en skriftlig källa var 1222, då ärkebiskop Anders Sunesen överlät sin del av patronatsrätten över kyrkan till domkapitlet i utbyte mot Kanikresidenset i Lund. Den omnämns som "Ecclesia Sanctae Mariae Maioris", den större Mariakyrkan.
Kyrkan var helgad åt Jesu moder Jungfru Maria. Kyrkan Sankta Maria magle var den större av de två Maria-kyrkorna i Lund. Det är anledningen till att den kallades för det danska ordet "magle", som betyder stor. Under medeltiden kallades den även för Maria maior eller Vårfru magle. 
Under medeltiden var kvarteret Maria magle uppdelat på två stora tomter, varav den östra upptogs av kyrka och kyrkogård. Den västra delen av kvarteret var på medeltiden en stor tomt för Kanikresidenset. På 1870-talet styckades den östra delen av denna tomt upp till ett antal små tomter.
Kyrkan hörde till domkapitlets jordmassa och drogs därför inte in till kronan vid reformationen i Danmark 1536, vilket skedde med de övriga kyrkorna i staden. Den revs dock senare. Det omtalas 1680 i Jordeboken att kyrkan sedan länge legat öde och sannolikt revs den kort därefter, medan kyrkogården fortsatte att användas. Under pesten 1712 användes den tillsammans med kyrkogården vid Sankt Måns kyrka som pestkyrkogård. Den sista begravningen skedde 1816, varefter den nyanlagda Norra kyrkogården togs i bruk i stället. 
Delar av kyrkogården undersöktes arkeologiskt 1946, 1959 och 1977. År 1998, i samband med att avlopp skulle dras, hittades delar av den norra muren till kyrkans långhus. Den södra muren till kyrkans långhus finns bevarad upp till 1,8 meters höjd i den nuvarande byggnadens källare. De funna murarna tyder på att kyrkan var 37 meter långt, varav långhuset var 22 meter långt och elva meter brett. 
Efter många års propagerande av kemiprofessorn Nils Berlin uppförde Lunds universitet på tomten 1861–1863 en envåningsbyggnad i gult tegel för kemiska institutionen vid Lunds universitet. I dess källarmurar ingår eventuellt murrester av den gamla kyrkan. Den östra längan längs med Stora Tomegatan byggdes 1879 och samtidigt fick de befintliga byggnaderna en våning till. År 1959 tog Historiska institutionen över byggnaden. År 2014 flyttade denna, varefter huset stod tomt. Den 1 650 kvadratmeter stora fastigheten såldes 2016 av Akademiska hus till ett fastighetsbolag och byggdes 2021–2022 om till ett bostadshus med 24 lägenheter.